# Daniel Alcides Carrión (provincie)
Daniel Alcides Carrión is een Peruaanse provincie. Samen met twee andere provincies vormt Daniel Alcides Carrión de regio Pasco. De provincie is de kleinste van de drie provincies in de regio, heeft een oppervlakte van 1.887 km² en heeft 53.647 inwoners (2015). De hoofdplaats van de provincie is het district Yanahuanca.
De provincie grenst in het noorden aan de regio Huánuco, in het oosten aan de provincie Pasco, in het zuiden aan de provincie Pasco en in het westen aan de regio Lima.

## Bestuurlijke indeling
De provincie Daniel Alcides Carrión is opgedeeld in acht districten, UBIGEO tussen haakjes:
- (190202) Chacayán
- (190203) Goyllarisquizga
- (190204) Paucar
- (190205) San Pedro de Pillao
- (190206) Santa Ana de Tusi
- (190207) Tapuc
- (190208) Vilcabamba
- (190201) Yanahuanca, hoofdplaats van de provincie

Daniel Alcides Carrión · Oxapampa · Pasco